# 青海路 (合肥)
青海路，安徽省合肥市的一条南北次干道，得名自青海省。道路起自合肥南站南广场东北角，经繁华大道、大连路、花园大道后止于黄河路。沿路有合肥南站南广场、骆岗生态公园、安徽中科庚玖医院、锦绣湖公园等。

## 轨道交通
- █ 1号线：南站南广场站⇄骆岗站⇄高王站